# Macroteleia terminalis
Macroteleia terminalis är en stekelart som beskrevs av Fouts 1930. Macroteleia terminalis ingår i släktet Macroteleia och familjen Scelionidae. Inga underarter finns listade i Catalogue of Life.